# Bente Skariová
Bente Skariová (* 10. září 1972 Nittedal), rozená Martinsenová, je bývalá norská běžkyně na lyžích. Její otec Odd Martinsen také reprezentoval Norsko v lyžování.
Na Zimních olympijských hrách 1998 získala stříbro ve štafetě a bronz na 5 km klasickou technikou, na Zimních olympijských hrách 2002 vyhrála 10 km klasicky, byla druhá ve štafetě a třetí na 30 km. Je pětinásobnou mistryní světa: v roce 1999 vyhrála na 5 km, v roce 2001 na 10 km a 15 km a v roce 2003 opět 10 km a 15 km. Ve světovém poháru získala čtyřikrát velký křišťálový glóbus za celkové vítězství (1999, 2000, 2002 a 2003) a pětkrát malý křišťálový glóbus za sprint (1998–2002), vyhrála 42 závodů SP. V roce 1998 vyhrála ve Švédsku dálkový běh Tjejvasan. V roce 1999 jí byla udělena cena Porsgrunds Porselænsfabriks Ærespris a v roce 2001 Holmenkollenská medaile.
V roce 1999 se provdala za lyžaře Geira Skariho, mají tři děti. Kariéru ukončila v roce 2003, působí jako technická delegátka lyžařských závodů.